# Byrsonima
Byrsonima es uno de los 75 géneros de la familia Malpighiaceae, del orden Malpighiales. Byrsonima comprende 255 especies descritas y de estas, solo 158 aceptadas, de árboles, arbustos y subarbustos encontrados en los trópicos del Nuevo Mundo, desde el sur de México, sureste de Florida, y la región Caribe al sureste de Brasil.

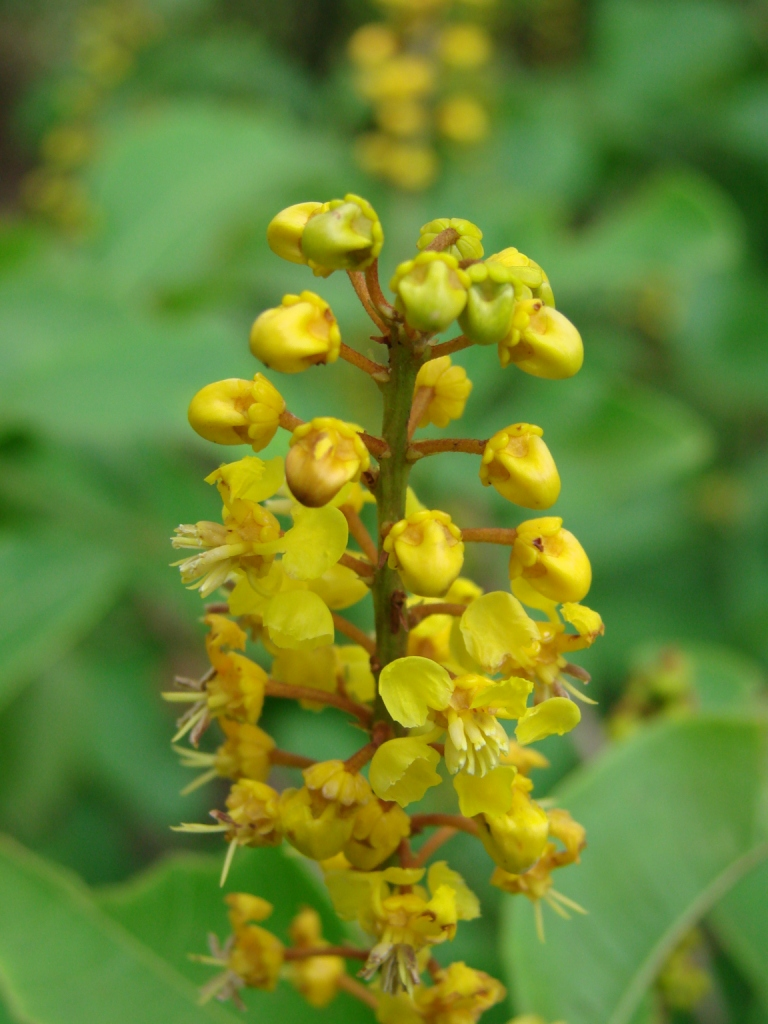
Byrsonima laxiflora

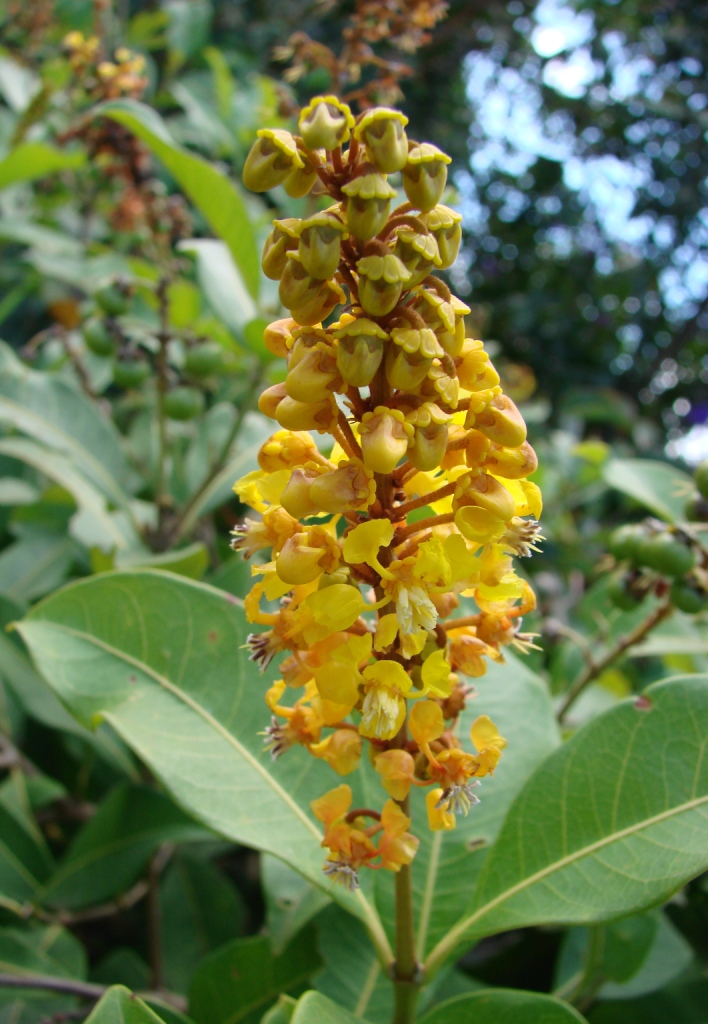
Byrsonima intermedia

## Descripción
Son árboles, arbustos o subarbustos. Hojas eglandulares; estípulas intrapeciolares y epipeciolares, libres o parcial a completamente connadas, persistentes sobre el pecíolo en la mayoría de las especies. Inflorescencia terminal, un racimo de cincinos con pocas flores o un pseudoracimo (racimo de cincinos con 1 sola flor), brácteas y bractéolas floríferas eglandulares, pedicelo sésil o algunas veces elevado sobre un pedúnculo corto; sépalos todos biglandulares (en Nicaragua) o todos eglandulares, connados hasta el ápice de las glándulas, las glándulas verdes o amarillas en nuestras especies, amarillas, blancas o rosadas en las especies de otras áreas; pétalos amarillos en nuestras especies, amarillos, blancos, rosados o rojos en las especies de otras áreas, glabros en la mayoría de las especies, los 4 laterales con uñas delgadas y recurvadas, el par anterior con limbos profundamente cupuliformes, el par posterior con limbos menos profundos, el pétalo posterior con la uña gruesa y erecta y el limbo más pequeño, plano o arrugado y a menudo reflexo; estambres 10, las anteras más o menos similares; ovario con 3 carpelos completamente connados, 3-locular, todos los lóculos fértiles o el anterior estéril en algunas especies, estilos 3, delgados y subulados, los estigmas diminutos y terminales o levemente internos. Fruto una drupa, la pulpa verde y delgada tornándose amarilla, anaranjada, roja, purpúrea, azul o azul-negra al madurar; el hueso con pared ósea, 3-locular.

## Taxonomía
El género fue descrito por Rich. ex Kunth y publicado en Nova Genera et Species Plantarum (quarto ed.) 5: 147–153, pl. 446–449. 1821[1822]. La especie tipo es: Byrsonima spicata (Cav.) DC.

## Especies seleccionadas
- Byrsonima affinis
- Byrsonima alvimii
- Byrsonima bahiana
- Byrsonima biflora Griseb., llamada sangre de doncella en Cuba[4]
- Byrsonima bronweniana
- Byrsonima cacoophila
- Byrsonima carracoana
- Byrsonima christianeae
- Byrsonima cinerea (Poir) DC., peralejo blanco de Cuba[4]
- Byrsonima coccolobifolia  Kunth, chaparro bobo de Venezuela[4]
- Byrsonima coriacea
- Byrsonima crassifolia
- Byrsonima crispa
- Byrsonima fonsecar
- Byrsonima hatschbachii
- Byrsonima lucida (Mill.) DC., yaimiquí,[4] denominada en Cuba aimiquí, jaimiquí[5] o carne de doncella[4]
- Byrsonima onishiana
- Byrsonima shunkei
- Byrsonima sonzae
- Byrsonima spicata (Cav.) Rich. ex Kunth, chaparro del Orinoco,[4] peralejo de pinares,[4] coloradillo o maricao
- Byrsonima spinensis
- Byrsonima surinamensis
- Byrsonima verbascifolia (L.) DC.